# Organisation islamique d'économie d'Iran
L'Organisation islamique d'économie d'Iran (en persan : سازمان اقتصاد اسلامی ایران) anciennement Banque islamique d'Iran) ou simplement l'Organisation de l'économie islamique a été la première institution bancaire islamique créée en 1979 après la révolution islamique,. L'organisation agit comme une banque centrale pour l'émission de Qard al-Hasan (fonds de prêts islamiques) et a été exemptée de nationalisation par le décret de Ruhollah Khomeini. La création de cette organisation a marqué le premier pas vers l’établissement d’un système parallèle dans le secteur bancaire, opérant en dehors du champ de compétence de la Banque centrale d’Iran. Elle supervise actuellement 1200 des 2500 fonds de prêts islamiques, pour le compte de la Banque centrale iranienne.

## Histoire

### Arrière-plan
Mir-Muhammad Sadeghi, un membre éminent de Mo'talefah et un partisan de Khomeini issu de la classe Bazaari, a joué un rôle actif dans la création de fonds de prêts islamiques avant et après la révolution. Peu de temps après la révolution, il fut nommé à la tête de l’Organisation économique islamique.

### Établissement
La Banque islamique d'Iran a été créée en avril 1979 sur ordre de Seyyed Ruhollah Khomeini, avec le soutien de Mohammad Beheshti et Morteza Motahari. À la suite de l'autorisation donnée par le Guide de la République islamique de créer la banque, un statut a été rédigé avec la contribution d'experts juridiques et bancaires et soumis à la Banque centrale et au Conseil monétaire et de crédit pour approbation. Le Conseil a approuvé le statut à l’unanimité lors d’une réunion tenue le 9 mai 1979. Cette évolution a été rapportée par plusieurs journaux, dont Ettelaat (numéro 15850, daté du 10 mai 1979).

### Changement de nom de ‌‌Banque à Organisation
À cette époque, le gouvernement provisoire a déclaré les banques nationales. Ruhollah Khomeini a exclu la Banque islamique de la résolution du gouvernement intérimaire iranien et a déclaré : « La Banque islamique ne sera pas nationalisée. » Le gouvernement provisoire a accepté que la Banque islamique d'Iran poursuive ses activités conformément aux statuts approuvés par le Conseil de la monnaie et du crédit, à l'objectif et au sujet déterminés, et même avec un logo choisi, mais n'utiliserait pas le mot « banque », ce qui signifie qu'elle effectuerait toutes les opérations bancaires et de crédit en supprimant le nom de la banque, et a promis que dès la levée des interdictions, la Banque islamique d'Iran opérerait sous le même nom. Sur la base des considérations et des promesses, seul le mot « banque » a été remplacé par l'expression « Organisation économique ». En d'autres termes, la banque a continué d'exister en termes de substance, mais en termes de forme, elle a masqué l'Organisation économique islamique d'Iran, en d'autres termes, la Banque islamique d'Iran est une banque sous la forme de l'Organisation économique islamique.

### Controverse sur les 3 000 milliards de rials
En 2015, un représentant de l'Assemblée consultative islamique a déclaré que l'Organisation économique islamique avait illégalement retiré trois mille milliards de rials des ressources des fonds de Qard-ol-Hasanah et les avait utilisés pour construire un bâtiment pour l'organisation.